# 竹内俊夫
竹内 俊夫（たけうち としお、1944年（昭和19年）5月2日 - ）は、日本の元政治家、元建設官僚。元東京都青梅市長（4期）、日本財団理事。旭日小綬章。

## 概要
東京都立立川高等学校、東京大学工学部卒業。東大卒業後、建設省に入省した。関東地建道路部道路企画官、岡山県土木部長、日本道路公団本社計画部長等を経て1999年11月、青梅市長選挙に出馬し、初当選。2003年、2007年、2011年の市長選で再選。2016年 秋の叙勲で地方自治功労により旭日小綬章を受章。